# Parafia Najświętszej Maryi Panny Niepokalanie Poczętej w Goliszewie
Parafia Najświętszej Maryi Panny Niepokalanie Poczętej w Goliszewie – parafia rzymskokatolicka należąca do dekanatu Stawiszyn diecezji kaliskiej. Została utworzona w 1840. Mieści się pod numerem 77. Prowadzą ją księża diecezjalni.

## Obszar parafii
Do naszej parafii należą miejscowości: Goliszew, Garzew, Janków, Ostrówek, Strugi, Złotniki Małe, Kol. Złotniki Małe, Złotniki Wielkie, Żelazków

## Proboszczowie
- ks. Walenty Perczyński (1814 - 1854)
- 1854 - 1874 - brak danych.
- ks. Jan Brożek (1874 - 1882)
- 1882 - 1912 - brak danych
- ks. Maciej Brykowski (1912 - 1936)
- ks. Tadeusz Czapski (1936 - 1941)
- 1941 - 1947 - brak danych.
- ks. Jan Kutowski (1947 - 1961)
- ks. Antoni Palka (1961 - 1967)
- ks. Jan Wolski (1967 - 1970)
- ks. Stefan Kaniewski (1970 - 1978)
- ks. Mieczysław Krzyżanowski (1978 - 1981)
- ks. Zdzisław Musialik (1981 - 1983)
- ks. Bolesław Szyszkiewicz (1983 - 1983)
- ks. Edward Kłaczyńsk (1983 - 2009)
- ks. Eugeniusz Walczak (od 2010 do 2024)
- ks. Grzegorz Modrzyński (od 2024)[2]